# Boxford, Suffolk
Boxford är en by (village) och en civil parish i Babergh, Suffolk i sydöstra England. Orten hade 1 258 invånare år 2021. Den har en kyrka.